# Comté de Morgan (Alabama)
Pour les articles homonymes, voir Morgan et Comté de Morgan.
Le comté de Morgan est un comté des États-Unis situé dans l'État de l'Alabama.

## Démographie
| 1820  | 1830  | 1840  | 1850   | 1860   | 1870   | 1880   | 1890   |
| ----- | ----- | ----- | ------ | ------ | ------ | ------ | ------ |
| 5 263 | 9 062 | 9 841 | 10 125 | 11 335 | 12 187 | 16 428 | 24 089 |

| 1900   | 1910   | 1920   | 1930   | 1940   | 1950   | 1960   | 1970   |
| ------ | ------ | ------ | ------ | ------ | ------ | ------ | ------ |
| 28 820 | 33 781 | 40 196 | 46 176 | 48 148 | 52 924 | 60 454 | 77 306 |

| 1980   | 1990    | 2000    | 2010    | - | - | - | - |
| ------ | ------- | ------- | ------- | - | - | - | - |
| 90 231 | 100 043 | 111 064 | 119 490 | - | - | - | - |